# Cuenta Pública del Presidente de la República de Chile

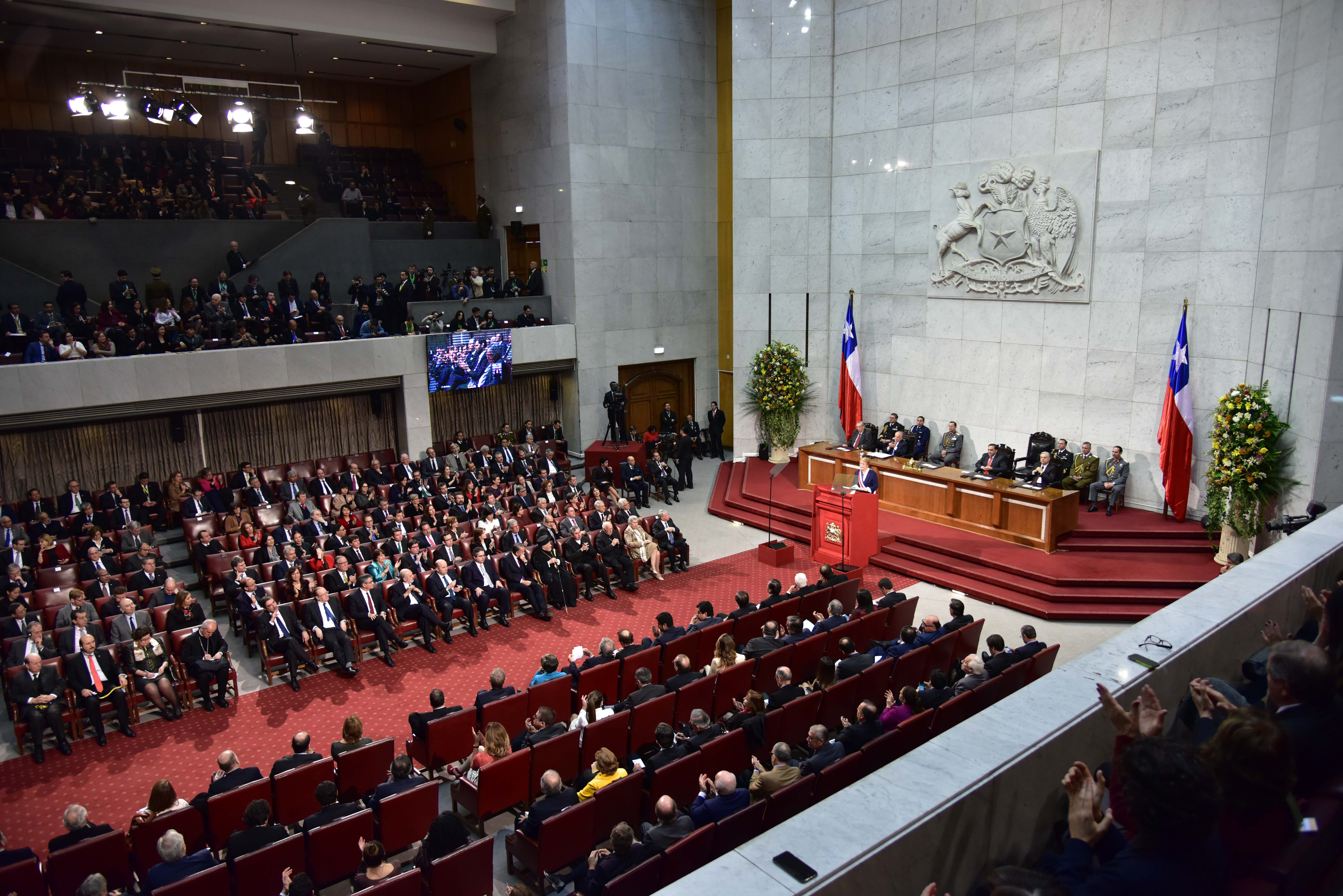
Discurso de la presidenta Michelle Bachelet en 2017. Salón de Honor del edificio del Congreso Nacional en Valparaíso.

La Cuenta Pública del Presidente de la República de Chile, también conocida como Mensaje Presidencial o Discurso Presidencial o, hasta el año 2016, Discurso del 21 de mayo, es una ceremonia pública en la cual el Presidente de la República presenta un discurso, ante el Congreso Pleno, a fin de dar cuenta al país del estado administrativo y político de la nación. Desde 2017, se efectúa el 1 de junio de cada año.
Hasta 2005 se le designaba oficialmente como el Discurso de S.E. el Presidente de la República en el inicio de la Legislatura Ordinaria del Congreso o Discurso de S.E. el Presidente de la República en la apertura del Congreso Nacional.
Durante el siglo XIX y los primeros años del XX, la cuenta pública presidencial se efectuaba el 1 de junio y, desde 1926 comenzó a realizarse el día 21 de mayo. En 2017, como consecuencia de una reforma constitucional, la cuenta pública se trasladó del 21 de mayo al 1 de junio.

## Historia

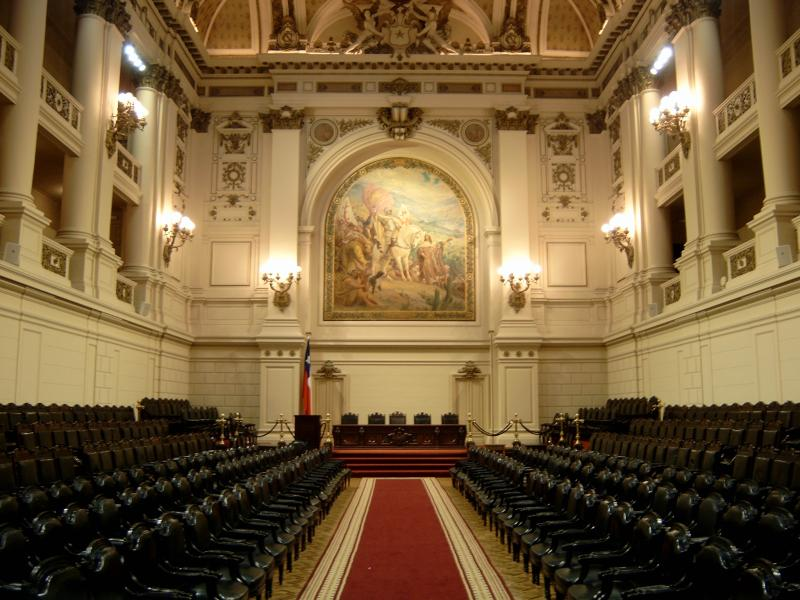
Salón de Honor del edificio del ex Congreso Nacional en Santiago de Chile.

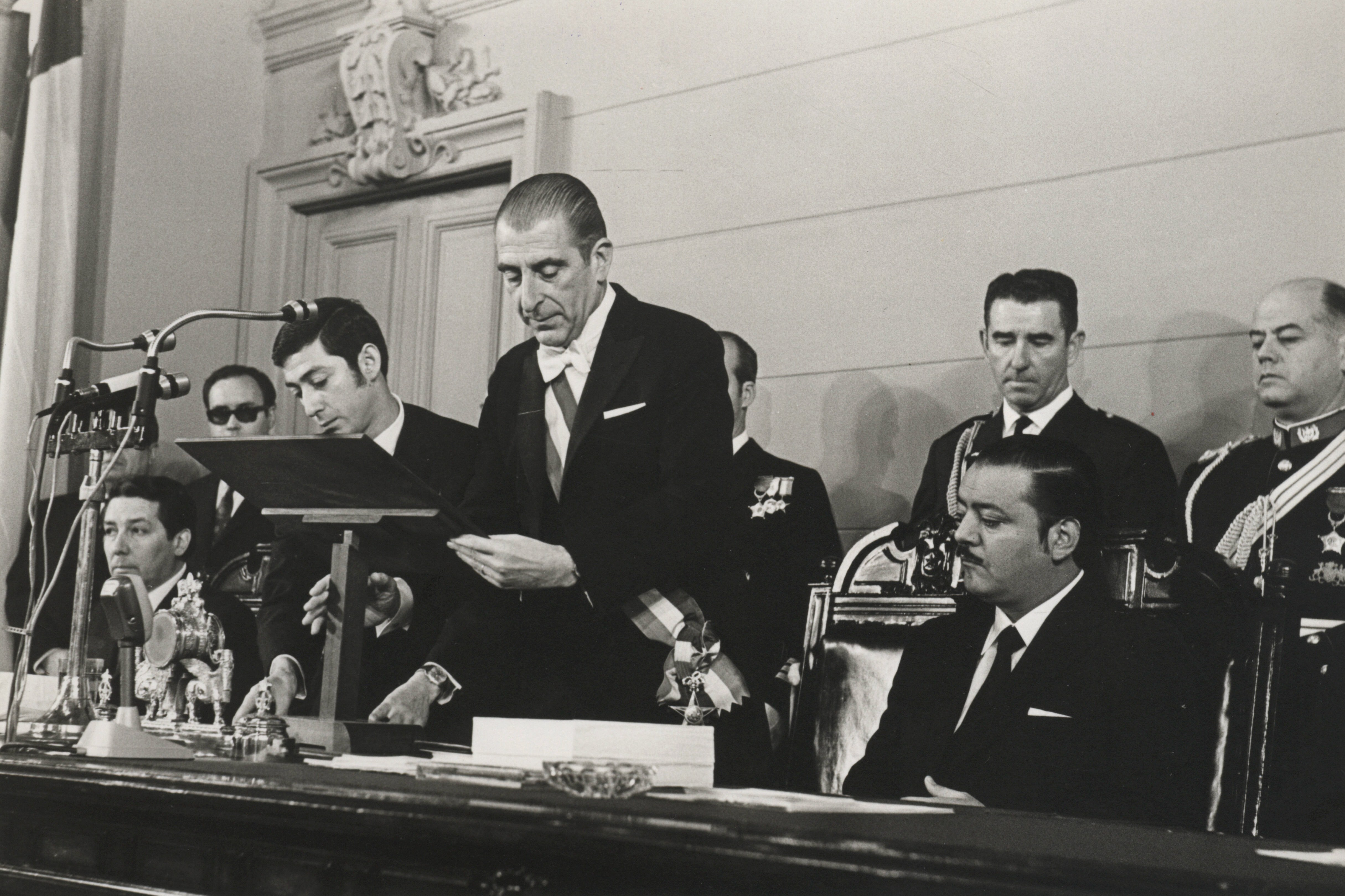
Eduardo Frei Montalva entregando su última cuenta anual, el 21 de mayo de 1970.

La cuenta presidencial anual es una práctica que se impuso en la ceremonia de apertura de la legislatura ordinaria (periodo ordinario de sesiones) del Congreso Nacional, desde inicios de la República Conservadora, inspirada en la tradición inglesa, que ejerció una destacada influencia en los primeros años de vigencia de la Constitución de 1833.
Durante la vigencia de la Carta de 1833, la cuenta pública presidencial se realizaba los días 1 de junio, pues las sesiones ordinarias del Congreso se iniciaban en aquella fecha, y finalizaban el 1 de septiembre.

El Congreso abrirá sus sesiones ordinarias el día 1º de junio de cada año, y las cerrará el 1º de setiembre.

Artículo 52 de la Constitución Política de la República de Chile de 1833

En aquella época, la costumbre de la cuenta presidencial también se unió a la práctica del Congreso de contestar el discurso, que se mantuvo hasta 1842, y que era observada en el Parlamento del Reino Unido en relación con el discurso de la Corona.
La Constitución de 1925 incorporó en su texto la tradición de la cuenta anual, en su artículo 56, fijando la apertura de la legislatura ordinaria el día 21 de mayo, y su cierre el día 18 de septiembre, en conmemoración a dos sucesos históricos nacionales: el Combate Naval de Iquique, de 21 de mayo de 1879, y la Primera Junta Nacional de Gobierno, de 18 de septiembre de 1810; además, en el artículo 77 de la Constitución establecía la obligación de los ministros de Estado de "dar cuenta al Presidente de la República del estado de la Nación, en lo relativo a los negocios del departamento que cada uno tiene a su cargo, para que el Presidente la dé, a su vez, al Congreso", que tenía por objeto facilitar la preparación del mensaje que debía dar el presidente el 21 de mayo de cada año.

El Congreso abrirá sus sesiones ordinarias el día 21 de mayo de cada año, y las cerrará el 18 de septiembre.

Al inaugurarse cada legislatura ordinaria, el Presidente de la República dará cuenta al Congreso Pleno del estado administrativo y político de la Nación.
Artículo 56 de la Constitución Política de la República de Chile de 1925

Emiliano Figueroa fue el primer presidente a quien le correspondió dar su cuenta pública un 21 de mayo. Antes de regir esta última fecha, el presidente Arturo Alessandri Palma realizó su cuenta pública el 1 de junio de 1924, a través de una red nacional de radioemisoras encabezada por Radio Chilena.
La Constitución de 1980, en su texto original, no vinculaba la apertura de la legislatura ordinaria con la cuenta que debía rendir el presidente, ni señalaba la oportunidad en que ella debía presentarse.

El Presidente de la República, a lo menos una vez al año, dará cuenta al país del estado administrativo y político de la nación.
Artículo 24, inciso tercero, de la Constitución Política de la República de Chile de 1980, texto original

Durante la dictadura militar, desde 1981 a 1989, la cuenta anual se presentó en el Edificio Diego Portales, sede de la Junta de Gobierno, los días 11 de septiembre. Anteriormente, entre 1974 y 1980, solo se publicó un informe impreso sobre el estado administrativo y político de la Nación, dado a conocer a las autoridades y a los medios de comunicación el día 11 de septiembre.

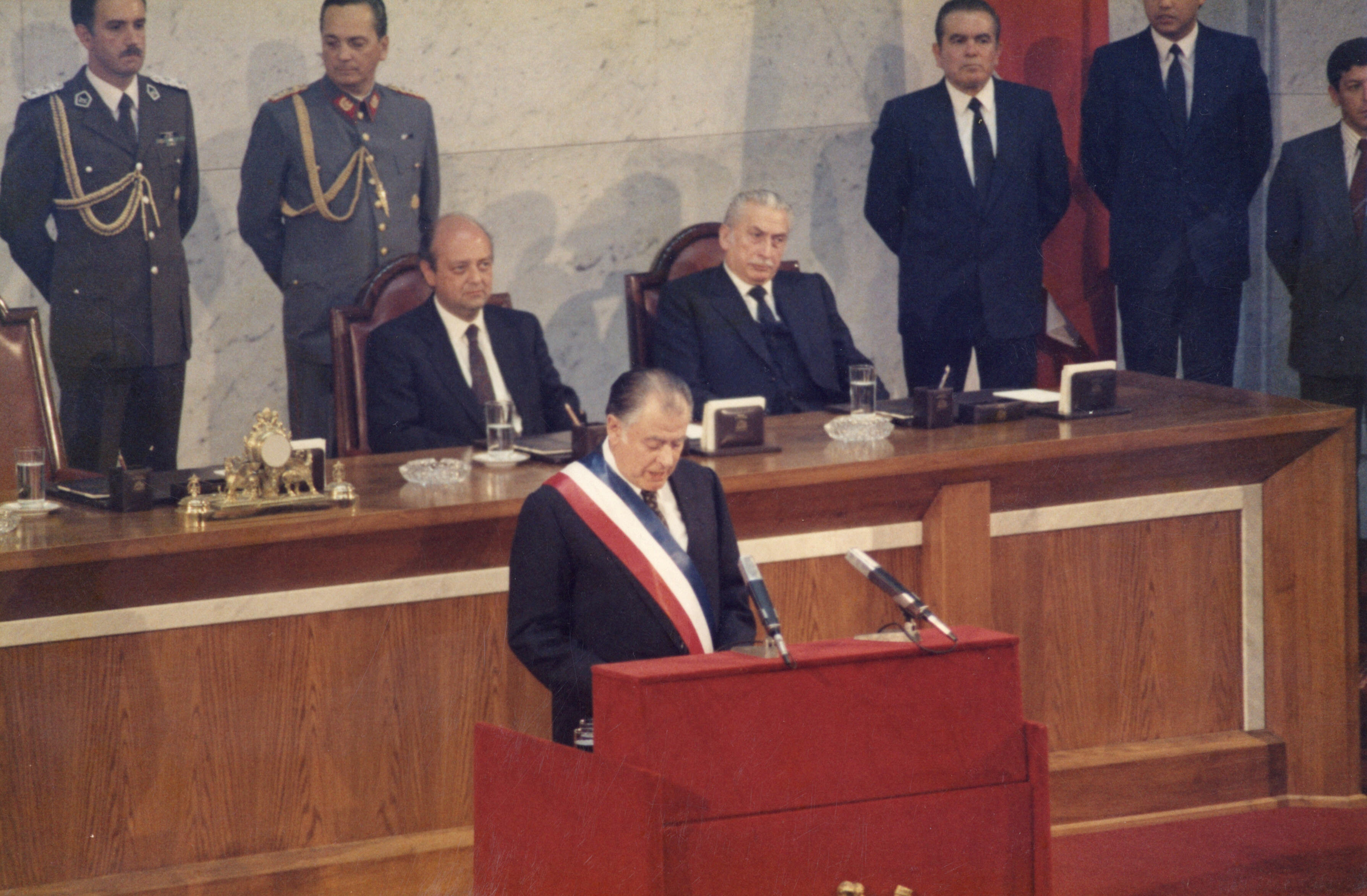
Patricio Aylwin dando el Mensaje Presidencial del 21 de mayo de 1990, el primero tras el retorno a la democracia.

A partir de la transición a la democracia, comenzando con el presidente Patricio Aylwin, los presidentes mantuvieron la tradición de dar cuenta pública el día de apertura de la legislatura ordinaria del Congreso Nacional, fijada el día 21 de mayo de cada año («Artículo 51. El Congreso abrirá sus sesiones ordinarias el día 21 de mayo de cada año, y las cerrara el 18 de septiembre»).
Tras la reforma constitucional de 2005, se fijó constitucionalmente el día 21 de mayo para la cuenta anual del presidente y, además, se eliminó la distinción entre legislatura ordinaria y extraordinaria, dejando a la ley orgánica constitucional del Congreso Nacional la determinación del período de sesiones del mismo. 

El 21 de mayo de cada año, el Presidente de la República dará cuenta al país del estado administrativo y político de la Nación ante el Congreso Pleno.
Artículo 24, inciso tercero, de la Constitución Política de la República de Chile de 1980, tras la reforma de 2005

En mayo de 2017, una reforma constitucional, aprobada por el Congreso Nacional en el mes de abril del mismo año, y originada en una moción parlamentaria, modificó la fecha de la cuenta pública, trasladándola desde el 21 de mayo al 1 de junio. Este cambio fue motivado por las dificultades y molestias que provocaba la coincidencia de la cuenta presidencial y el Día de las Glorias Navales, que se acrecentó por la indignación generada por las violentas protestas registradas los años precedentes –en las cuales, por ejemplo, resultó con lesiones graves a causa de un Carro lanza-agua de Carabineros el estudiante Rodrigo Avilés (2015), quien afortunadamente logró recuperarse, y el incendio de una dependencia de la Municipalidad de Valparaíso, a causa del ataque de una turba de manifestantes, por cuya causa falleció el funcionario municipal Eduardo Lara, que cuidaba el recinto–, en el marco de la cuenta presidencial, que afectaban el normal desarrollo de la conmemoración de las Glorias Navales; a lo anterior, se sumó una solicitud de la Armada de Chile, en conjunto con la Municipalidad de Valparaíso, quienes pidieron el cambio con el deseo de recuperar para los ciudadanos el desfile con motivo del Día de las Glorias Navales, en respeto a la memoria de Arturo Prat y los héroes de Iquique.

El 1 de junio de cada año, el Presidente de la República dará cuenta al país del estado administrativo y político de la Nación ante el Congreso Pleno.
Artículo 24, inciso tercero, de la Constitución Política de la República de Chile de 1980, tras la reforma de 2017

## Ceremonia

### Protocolo y lectura del mensaje

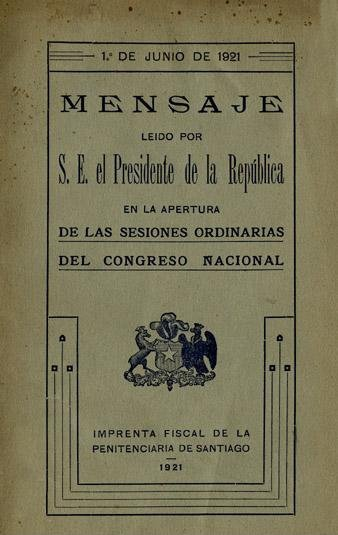
Discurso del presidente Arturo Alessandri Palma en 1921.

La cuenta anual presidencial es una ceremonia de importancia y trascendencia en la política de Chile, que se efectúa en el Salón de Honor del Congreso Nacional –que desde 1990 se encuentra ubicado en Valparaíso– único lugar donde concurren simultáneamente los senadores y diputados, y la asistencia de los ministros de Estado, miembros del Poder Judicial, el contralor general y otros funcionarios públicos, cuerpo diplomático e invitados especiales, haciéndose aplicación, en su caso, del Reglamento de Ceremonial y Protocolo.
Tras ingresar el presidente de la República al salón, se ubica al centro de la testera junto al  presidente del Senado a su derecha y del presidente de la Cámara de Diputados a su izquierda. La ceremonia se inicia cuando el presidente del Senado le otorga la palabra y lo invita al estrado a dar la cuenta del Estado a la nación; en forma previa, se canta el himno nacional, acompañado desde 2004 por el Coro Madrigales de la Universidad de Playa Ancha de Ciencias de la Educación y un cuarteto de cuerdas —durante la dictadura militar, periodo en que cuenta pública se realizaba en el Edificio Diego Portales, el himno era acompañado por el coro del Teatro Municipal y la Orquesta Filarmónica de Santiago—; con anterioridad al año 2004 no se entonaba el himno nacional, procediendo directamente el presidente del Senado a dar inicio a la sesión «En Nombre de Dios», frase que se usó hasta el año 2010. Desde el año 2011, luego del himno nacional, se abre la sesión «En Nombre de Dios y la Patria».
El mensaje que es presentado por el presidente, ha sido habitualmente leído por el mismo, y no es improvisado. Sólo el presidente Carlos Ibáñez del Campo, entre 1928 y 1931, se limitó a enviar la cuenta por escrito, sin concurrir a la ceremonia de apertura la legislatura ordinaria del Congreso Nacional.
La cuenta suele ser extensa y minuciosa, conteniendo comúnmente una exposición de lo ocurrido en el último año, mostrando un panorama de la situación actual del país y una síntesis de los proyectos del gobierno y las principales medidas que se requiere adoptar para su concreción, generalmente reformas legales. Ello explica que, desde las últimas décadas del siglo XX, el discurso pronunciado haya sido habitualmente un resumen de la misma, y que su versión completa sea entregada en forma impresa; sin perjuicio que en el pasado, el discurso propiamente tal, también fuese publicado a instancias del gobierno. 
Desde 1924 se comenzó a transmitir la ceremonia a través de radioemisoras, y desde 1962 por la televisión. A partir de 1970, Televisión Nacional de Chile dirige la transmisión radiotelevisada de este acto, siendo emitida simultáneamente por todos los canales chilenos de televisión abierta, afiliados desde 1991 a ANATEL; desde el año 2000, la transmisión televisiva cuenta con transcripción vía lengua de señas e imágenes de lo que el presidente expone ante el Congreso Nacional. El discurso del año 2012 fue transmitido en alta definición, siendo la primera emisión de una ceremonia pública que se hace bajo este formato en Chile. No obstante, durante la década de 1990 Megavisión no transmitía el mensaje por orden expresa de su director Ricardo Claro, quien era un ferviente pinochetista, y en su lugar se colocaban películas de dibujos animados.[cita requerida]
En 2017, ocurrieron dos hechos históricos asociados a la cuenta pública presidencial. Tras la reforma constitucional introducida por la Ley n.° 21.011, por primera vez en 92 años, se separó la fecha del mensaje presidencial de la conmemoración de las Glorias Navales, efectuándose el 1 de junio; y se hizo uso de teleprónter, herramienta tecnológica utilizada habitualmente por los lectores de noticias, que proyectó el texto del discurso, evitando que la presidenta Michelle Bachelet, debiera bajar la vista para leer el texto en papel, permitiéndole estar durante todo el discurso mirando a las cámaras, con la pretensión de generar mayor cercanía con los ciudadanos, dando la sensación de estarse dirigiendo de manera directa a ellos.

### Incidentes
Es común que se produzcan incidentes tanto dentro como fuera del congreso durante la cuenta presidencial. El más famoso ocurrió en 1938, cuando Jorge González von Marees lanzó un tiro al aire y algunos carabineros avisaron de una bomba colocada en los jardines del Congreso. En esa misma sesión Gabriel González Videla intentó pedir la palabra, pero fue desalojado por Carabineros de la sala. Recobraron su libertad al día siguiente, pero este hecho hizo creer a gran parte de la población que Alessandri intentaba lograr un tercer mandato.
En la sesión de 1961, un par de meses después de unas elecciones parlamentarias y tras una cerrada disputa electoral en la Primera Agrupación Provincial de Tarapacá y Antofagasta, el Tribunal Calificador de Elecciones le entregó el triunfo al oficialista candidato radical Juan Luis Maurás Novella por sobre el demócratacristiano Juan de Dios Carmona Peralta. La determinación provocó la molestia de algunos senadores como Eduardo Frei Montalva, Salvador Allende y Aniceto Rodríguez, quienes pidieron la palabra antes que Jorge Alessandri comenzara con su cuenta pública. 
Después del retorno a la democracia, la mayoría de los discursos durante los gobiernos de Eduardo Frei Ruiz-Tagle y Ricardo Lagos Escobar han tenido interrupciones a causa de manifestantes. En el caso de Lagos, este se caracterizaba por contestar las interpelaciones que le hacían los manifestantes, siendo aplaudido por los asistentes al acto. Frei ignoraba normalmente las interrupciones, pero la que no pudo ignorar ocurrió en 1999, cuando la bancada de parlamentarios UDI, partido de derecha, desplegó un lienzo exigiendo el retorno del entonces senador vitalicio y exdictador Augusto Pinochet, bajo arresto domiciliario en Londres. Luego de desplegar el lienzo (que obligó a detener el acto) y leer una breve proclama a cargo del senador Carlos Bombal, parlamentarios de la Concertación de Partidos por la Democracia quitaron el lienzo fuertemente, y se desencadenó un breve pugilato entre parlamentarios de ambas coaliciones, que no pasó a mayores.
Otra interrupción se vivió en 2011, cuando el diputado socialista Alfonso de Urresti interpeló a Sebastián Piñera, quien durante su discurso había señalado al UDI Jaime Guzmán como el único parlamentario asesinado durante el ejercicio de su cargo, omitiendo así a Carlos Lorca, exdiputado que permanece como detenido desaparecido desde 1975.